# Kathasaritsagara
Kathasaritsagara (sanskr. "berättelseströmmarnas hav"), en omfångsrik samling av sagor och legender på sanskritisk vers, som (1063-1081) utarbetats av den kashmirske diktaren Somadeva.
Den grundar sig på ett förlorat eller ännu ej återfunnet arbete på en prakrit-dialekt, kallad Brhatkatha ("Den stora berättelsen") av Gunadhya. Däri ingår olika samlingar, som är bekanta i andra redaktioner, till exempel Vetalapanshavimchatika ("De 25 berättelserna om en vetala", "likspöke"), Panchatantra o.s.v., alla infogade i en huvud- eller ramberättelse. Samlingen är av oskattbart värde för sagoforskningen och litteraturhistorien. Utom indiska upplagor föreligger en av H. Brockhaus, böckerna I-V i sanskrit med tysk översättning (1839), böckerna VI-VIII och IX-XVIII i Abhandlungen der deutschen morgenländischen Gesellschaft (bd II och IV). Totalöversättning av Tawney (2 bd, i Bibliotheca Indica), "Likspökets berättelser" översatt till svenska av H. Andersson (Göteborgs vetenskaps- och vitterhetssamhälles handlingar, 1902).